# Magelhaense wolken

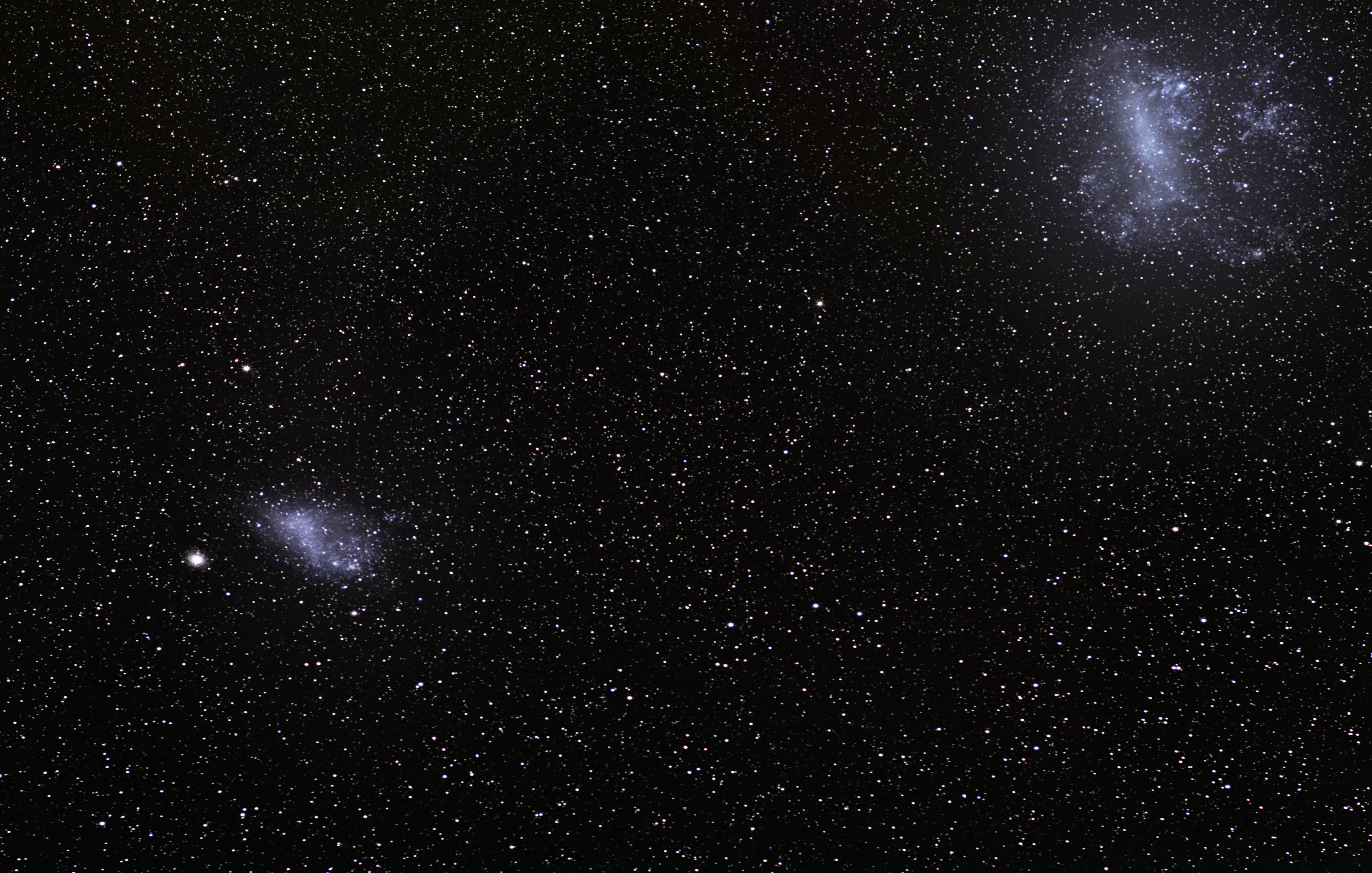
De Magelhaense wolken

De Magelhaense wolken zijn twee grote stergroepen die satellietstelsels zijn van de Melkweg. De Magelhaense wolken zijn genoemd naar de Portugese ontdekkingsreiziger Ferdinand Magelhaen. Ze staan allebei aan de zuidelijke hemel en zijn vanaf de breedte van de Benelux niet te zien. De eerste vermelding van deze wolken is van Abd-al-Rahman Al Sufi in het jaar 964 in zijn Boek over de vaste sterren. De twee wolken, die een onderlinge afstand hebben van ongeveer 75 000 lichtjaar, worden met elkaar verbonden door de Magelhaense Brug.

## Grote Magelhaense Wolk

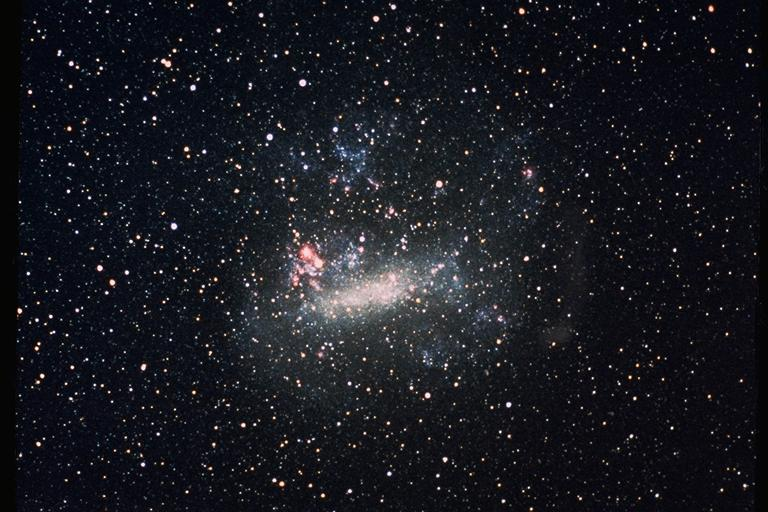
De Grote Magelhaense wolk (LMC)

De Grote Magelhaense Wolk (op veel sterrenkaarten aangeduid als LMC) staat in het sterrenbeeld Goudvis (Dorado) en bevindt zich op een afstand van ongeveer 170 000 lichtjaar. De schijnbare diameter is 8 booggraad en de massa is ongeveer 25 miljard zonnemassa's. 
In 1987 vlamde in de grote Magelhaense wolk een supernova (SN 1987A) op die met het blote oog te zien was.
Dit was interessant omdat men de ster op oude foto's kon terugvinden, wat informatie gaf over een ster die op het punt staat om supernova te worden.

## Kleine Magelhaense Wolk

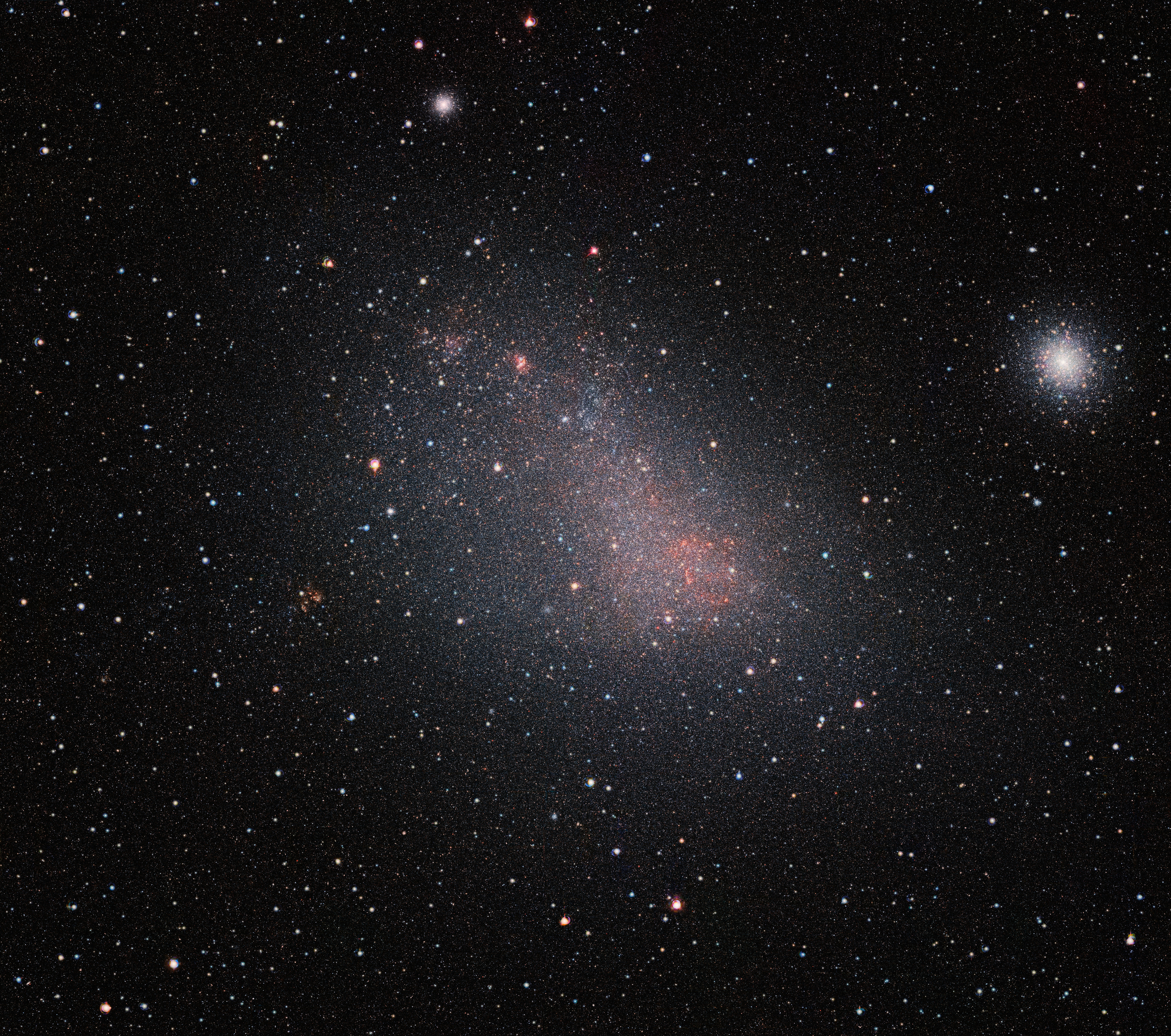
De Kleine Magelhaense wolk (SMC)

De Kleine Magelhaense Wolk (op veel sterrenkaarten aangeduid als SMC) staat in het sterrenbeeld Toekan (Tucana) en bevindt zich op een afstand van ongeveer 190 000 lichtjaar. De massa bedraagt ongeveer 1 miljard zonnemassa. Er zijn aanwijzingen dat de kleine Magelhaense wolk uit twee afzonderlijke delen bestaat die vanuit de aarde gezien achter elkaar liggen.